# Васильев, Игорь Владимирович (гандболист)
И́горь Влади́мирович Васи́льев (24 января 1966, Волгоград — 26 мая 2023) — советский и российский гандболист, олимпийский чемпион 1992 года в составе Объединённой команды, чемпион мира 1993 года в составе сборной России. Заслуженный мастер спорта СССР (1992).

## Биография
Родился 24 января 1966 года в Волгограде. Пришёл в гандбол благодаря Леониду Коросташевичу. Выступал за команду «Каустик» (Волгоград), а также за клубы Испании, Германии и Швейцарии.
Прожив около 20 лет в Германии, Васильев вернулся в Россию. Был вице-президентом волгоградского гандбольного клуба «Каустик».
Скончался 26 мая 2023 года на 58-м году жизни.

## Достижения
- Олимпийский чемпион 1992
- Чемпион мира 1993
- Серебряный призёр чемпионата Европы 1994
- Чемпион мира среди студентов 1990
- Чемпион России 1995/96 в составе «Каустика»
- Победитель Первой лиги чемпионата СССР в составе «Каустика» (1987, 1989)